# ば

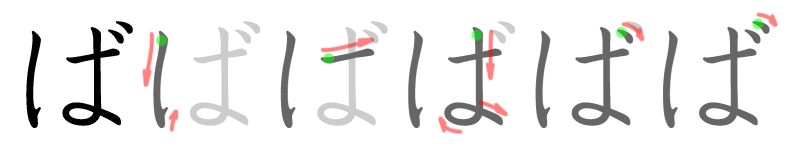
「ば」の筆順

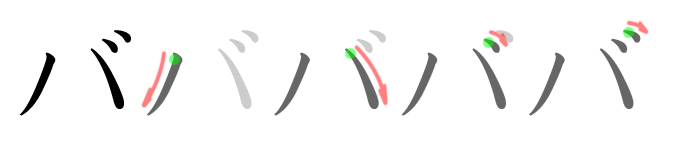
「バ」の筆順

ば、バは、仮名のひとつであり、は、ハに濁点をつけた文字である。日本語の音節のひとつとして用いられ、1モーラを形成する。

## 日本語における発音
- 現代標準語の音韻: 1子音と1母音「あ」から成る音。両唇を閉じてから開く破裂音 [b]。有声子音。/a/ もしくは /o/ に挟まれたときは有声両唇摩擦音 [β] になることがある。
- 発音： ば[ヘルプ/ファイル]

## ば に関わる諸事項
- 「ば」は日本語における接続助詞として用いられる。古語でも現代語でも接続助詞として用いられるが、意味は異なる。